# L'Étoile (Somme)
L'Étoile é uma comuna francesa na região administrativa de Altos da França, no departamento de Somme. Estende-se por uma área de 7,9 km². Em 2010 a comuna tinha 1 198 habitantes (densidade: 151,6 hab./km²).